# Амблер (Пенсильвания)
Амблер — боро в Пенсильвании, США.

## История

### Делавары
Историческая территория племени делаваров находилась в долине реки Делавэр, в районе, простирающемся от мыса Хенлопен в штате Делавэр на север в сторону нижней долины Гудзона на юге штата Нью-Йорк. Район к югу, включая территорию сегодняшней Филадельфии и окрестности Амблера, населяло сообщество делаваров, говоривших на языке унами. Согласно традиционной истории, в 1680-х годах делавары заключили мирный договор с квакером Уильямом Пенном.

### Семья Хармер
Уильям и Джордж Хармеры числятся среди квакеров, эмигрировавших в Пенсильванию в 1682 году. В 1716 году Уильям и Джордж Хармер купили у Уильяма Пенна участок площадью 408 акров, который включал большую часть территории сегодняшнего боро Амблер. Хармеры считаются первыми землевладельцами, действительно жившими в этом районе. Уильям Хармер построил мельницу на реке Виссахикон-Крик, «первое коммерческое предприятие в районе Амблера». Он также построил каменный дом со створчатыми окнами и ромбовидным свинцовыми стеклами недалеко от того места, где сейчас находится пересечение Батлер-Пайк и Моррис-роуд. После смерти Уильяма Хармера в 1731 году дом, мельница и имущество были проданы Моррису Моррису и его жене Сюзанне Хит Моррис.

### Деревня Виссахикон
Жители запросили у Британской короны разрешение на строительство дорог. Первая дорога, построенная в Амблере, ныне известная как Маунт-Плезант-авеню, была утверждена в 1730 году. Она проходила от Хармерс-Милл до Норт-Уэльс-роуд (ныне Бетлехем-Пайк). Батлер-Пайк появилась в 1739 году и проходила через поселение, в то время известное как деревня Виссахикон, по названию ручья Виссахикон:7.
Центр деревни располагался примерно в районе перекрестка улиц Батлер-Пайк и Бетлехем-Пайк. Сначала он был известен как Угол Гилки (англ. Gilkey's Corner), по названнию гостиницы, построенной около 1778 года и принадлежавшей Эндрю Гилкинсону (или Гилкесону). После 1878 года этот район стал известен как «Долина роз»:32.
В 1790 году Джонатан Томас купил пол-акра земли у Гилкинсона и разместил на участке кожевенную мастерскую, в результате чего близлежащий ручей получил прозвище «Кожевенный ручей». В 1810 году его сын, Дэвид Томас, продал мастерскую Джозефу Раттеру. Она упоминается под названием «Кожевенная мастерская Долины роз» как старейшее предприятие этой отрасли в округе. Позже собственником мастерской стал Элвин Фауст и фирма AD Faust Sons.
С 1750 по 1850 год местная промышленность развивалась нарастающими темпами, используя местные водные источники для обеспечения энергией и удаления отходов. В районе работало девять мельниц и фабрик, производивших муку, древесину, бумагу и ткань:7. Доктор Мэри Хаф включает в их число Plumly Mill (первоначально принадлежавшую Уильяму Хармеру), Fulling Mill (принадлежавшую Эндрю и Мэри Амблер), Thomson’s Mill, Reiff Mill, Wertsner Mill, Hague Mill, Burk Mill, Silk Mill и Clover and Chopping and Saw Mill:9–32. Однако, когда в 1870-е годы на смену энергии рек пришла паровая энергия, эти предприятия не выдержали конкуренции и были заброшены:27.

### Мэри Джонсон Амблер
В 1855 году открылась станция Виссахикон на линии Железной дороги Северной Пенсильвании:7. 17 июля 1856 года рядом с городом произошло столкновение двух поездов: следовавший север прогулочный поезд «Шакамаксон» врезался в идущий на регулярный поезд «Араминго», в результате чего мгновенно погибло не менее 59 человек, еще не менее 86 получили ранения. Мэри Джонсон Амблер, местная квакерша, прошла три километра до места крушения, чтобы доставить медикаменты и организовать спасательные работы. Её дом на Теннис-авеню и Мейн-стрит был переоборудован в импровизированный госпиталь для выживших. Тринадцать лет спустя, в 1869 году, железнодорожная компания переименовала станцию в её честь. Почтовое отделение последовало примеру железнодорожников, и при официальной регистрации поселения 16 июня 1888 года он также получил название Амблер в честь Мэри Джонсон Амблер:7.

### Кизби и Мэттисон
В 1881 году в Амблер из Филадельфии переехала компания Keasbey and Mattison Company (K&M), бизнес которой включал производство асбеста. Расположение Амблера у железнодорожной линии было основным фактором выбора, поскольку сырой асбест можно было легко доставлять по железной дороге из Квебека, а готовую продукцию отправлять на рынки. Еще одним соображением было наличие карбоната магния в местных доломитовых рудниках. Первый завод K&M был построен в 1883 году.
На момент строительства завода в городе было «70 домов, 250 жителей, аптека, магазина и нескольких мелких предприятий». K&M вложила значительные средства в развитие города, наняв итальянских каменщиков для строительства 400 домов для рабочих и менеджеров, а также офисов, оперного театра, Мемориальной епископальной церкви Святой Троицы и личного поместье Мэттисона — Линденволд-Касл. Многие итальянцы остались в Амблере, сыграв роль в формировании культурной самобытность города. Позднее Маида в итальянской Калабрии стала городом-побратимом Амблера. Компания также наняла афроамериканцев из Западной Вирджинии для работы на участках влажной обработки асбеста с более тяжёлыми условиями труда. Они, как правило, селились на западе и юге Амблера.
К началу Первой мировой войны Амблер был известен как «мировая столица асбеста». Однако Великая депрессия привела к продаже завода в 1934 году английскому концерну Turner &amp; Newall (T&N). Тем не менее, завод сохранил прежнее название.
В 1924 году английские врачи сообщили о первом случае асбестоза, хронического заболевания, вызванного вдыханием частиц асбеста. К 1950-м годам количество доказательств связи асбеста с раком росло. Ричард Долл, эпидемиолог из T&N, сообщил (несмотря на давление со стороны компании), что у людей, подвергавшихся воздействию асбеста в течение 20 и более лет, риск развития рака легких в 10 раз выше, чем у населения в целом. Кроме того, ранее редкий и почти всегда смертельный рак, мезотелиома, был зарегистрирован в масштабах эпидемии вблизи асбестовых шахт в Южной Африке. В 1960-х годах British Journal of Industrial Medicine указывал, что простое проживание рядом с асбестовым заводом или в здании с асбестовой изоляцией увеличивает риск мезотелиомы.
T&N управляла заводом до закрытия в 1962 году, а затем продала владение CertainTeed Corporation и Nicolet Industries. К 1973 году Агентство по охране окружающей среды (EPA) начало ограничивать использование асбеста, запретив продажу изоляционной асбестовой массы в 1973 году, а изоляционных материалов — в 1975 году. В 1974 году Nicolet Industries провела конкурс, предложив премию в размере 20 000 долларов за предложение «осуществимого коммерческого применения» своих меловых отвалов. В 1987 году компания Николе подал заявление о банкротстве. К 1989 году большинство оставшихся продуктов завода были запрещены в соответствии с Правилом о запрете асбеста и поэтапном отказе от него 1989 года. Хотя запрет был снят в 1991 году, на внутреннем рынке осталось мало продуктов на основе асбеста.
Federal-Mogul, американский поставщик автомобилей, приобрёл оставшиеся активы T&N в 1998 году. Поскольку опасность асбеста для здоровья стала широко известной, компания также подала на банкротство по главе 11 из-за юридической ответственности, связанной с асбестом.

### Наследие асбеста
В исследовании 2011 года, проведенном Министерством здравоохранения Пенсильвании, были проанализированы данные с 1992 по 2008 год и сделан вывод, что мезотелиома у жителей Амблера диагностировалась в 3,1 раза чаще, чем у жителей других областей Пенсильвании. Более высокие показатели связали с воздействием асбеста в предыдущие годы.
В Амблере более 1,1 млн м³ асбестовых отходов складированы на территории площадью 10 га, известной как «Белые горы». Асбестовое загрязнгение по-прежнему является проблемой города. С 1973 по 1993 год Агентство по охране окружающей среды контролировало восстановлением могильника асбеста, известной как «Амблерские асбестовые кучи». Эта территория официально добавлена в национальный список территорий, подлежащих приоритетной очистке и восстановлению 10 июня 1986 года. По состоянию на 30 августа 1993 работы по очистке были завершены, и 27 декабря 1996 года она была исключена из приритетного списка. Территория перепроверяется Агентством по охране окружающей среды каждые пять лет.
Местные власти объявили рекультивацию загрязнённых участков приоритетной задачей. В 2005 году под давлением общественности было отозвано предложение о строительстве 17-этажной башни кондоминиума, одной из проблем назывались отходы асбеста на месте будущей стройки. В 2009 году Агентство по охране окружающей среды обозначило место предлагаемой застройки как часть второго участка очистки от асбеста. На этой территории находится могильник асбеста, пруд площадью 4,5 га и бывший парк. По оценкам агентства, первоначальный этап очистки должен был завершиться к 2015 году.
В 2013 году компании Heckendorn Shiles Architects и Summit Realty Advisers успешно преобразовали заброшенный завод компании K&M в многоквартирное офисное здание Ambler Boiler House. Проект получил платиновый сертификат LEED. Проект получил поддержку программы Агентства по охране окружающей среды и программы EnergyWorks. Реконструкция обошлась в 16 миллионов долларов, в результате появилось здание с обширным озеленением, снабжённое системой очистки сточных вод, геотермальной электростанцией, солнечными панелями, зеркальной крышей, и высокоэффективным остеклением.

## Исторические здания
Доусфилд В 1991 году в Национальный реестр исторических мест был включён Доусфилд-Хаус. Во время войны за независимость дом принадлежал Джеймсу Моррису. Генерал Джордж Вашингтон использовал его в качестве штаб-квартиры с 21 октября по 20 ноября 1777 года. Джеймс Моррис также владел одной из фабрик в районе Амблера.
- Доусфилд-Хаус (фотография 1908 года)
- Фабрика, принадлежавшая Джеймсу Моррису (фотография 1908 года)
- Руины бумажной фабрики, Виссахикон-Крик (фотография 1908 года)
- Усадьба Мэри Амблер (ок. 1936 года)

Дома Кизби-Мэттисона представляют интерес отчасти из-за классовых различий, проявившихся при строительстве домов для рабочих, мастеров и администраторов, не говоря уже о Линденволд-Касл, доме самого Мэттисона.
- Многоквартирный дом для рабочих
- Двухэтажные дома рабочих
- Дом мастера
- Дом мастера
- Каретный сарай одного из администраторов
- Дом одного из администраторов

Среди других примечательных зданий, часть которых не сохранилась, можно назвать оперный театр, почтовое отделение, Мемориальную епископальную церковь Святой Троицы, Первую пресвитерианскую церковь Амблера.
- Оперный театр (фотография 1906 года)
- Почтовое отделение (фотография 1906 года)
- Мемориальная епископальная церковь Святой Троицы (фотография 1906 года)
- Первая пресвитерианская церковь Амблера

## География
По данным Бюро переписи населения, боро занимает площадь 2,1 км².

## Демография
По данным переписи 2010 года, в Амблере проживало 76,5 % белых, 12,8 % афроамериканцев, 0,2 % коренных американцев, 3,8 % азиатов, 0,3 % гавайцев и 3,4 % представителей смешанных рас. 7,9 % имели латиноамериканское происхождение, что почти в четыре раза больше, чем в переписи 2000 года.
По данным переписи 2000 года, в Амблере проживало 6 426 человек, составлявшие 2 510 домохозяйств и 1 598 семей. Плотность населения — 2953,7 чел./км².
В 2510 домохозяйствах 29,9 % имелись дети в возрасте до 18 лет, 45,7 % принадлежали супружеским парам, проживающим вместе, в 13,9 % — женщинам без мужей, 36,3 % не имели семейных отношений. 30,2 % всех домохозяйств принадлежали одиноким лицам, в 11,2 % проживали одинокие люди в возрасте от 65 лет и старше. Средний размер домохозяйства — 2,45 чел., средний размер семьи — 3,08 чел.
В целом по боро 23,5 % населения имело возраст до 18 лет, 7,0 % — от 18 до 24 лет, 32,5 % — от 25 до 44 лет, 19,7 % — от 45 до 64 лет и 17,4 % — 65 лет и старше. Средний возраст составил 37 лет. На каждые 100 женщин приходилось 86,5 мужчин. На каждые 100 женщин в возрасте 18 лет и старше приходилось 81,8 мужчин.
Медианный доход домохозяйства в Амблере составлял 47 014 долларов, а медианный доход семьи — 51 235 долларов. Медианный доход мужчин составлял 40 305 долларов против 30 735 долларов у женщин. Доход на душу населения в районе составлял 21 688 долларов. Около 2,4 % семей и 5,5 % населения находились за чертой бедности, в том числе — 6,8 % лиц моложе 18 лет и 4,9 % лиц в возрасте 65 лет и старше.

## Политика и администрация
Амблер управляется мэром и городским советом, состоящим из девяти человек. По состоянию на сентябрь 2016 года должность мэра занимала Жанна Зорг. Боро входит в Четвертый избирательный округ палаты представителей Конгресса США, который с 2019 года представляет Мадлен Дин; 148-й избирательный округ палаты представителей штата, который с 2013 года представляет Мэри Джо Дейли; 12-й избирательный округ Сената штата, который с 2019 года представляет Мария Коллетт.

## Образование
Боро Амблер обслуживается Виссахиконским школьным округом. В 2004 году он обеспечивал школьным образованием 4 535 учеников — учащихся шести школ: четырёх начальных, одной средней и одной старшей школы.
В Мейпл-Глен находится католическая начальная школа Богоматери Милосердия. Она образована в 2012 году в результате слияния школ Святого Антония и Святого Иосифа в Амблере, Святого Альфонса в Мейпл-Глен и Святой Екатерины Сиенской в Хоршеме.
Университет Темпл, главный кампус которого находится в близлежащем городском районе Филадельфии, имеет пригородный кампус под названием Амблер. Он имеет адрес в Амблере, но в действительности расположен за границей боро, в городе Аппер-Даблин. Филиал в Амблере был основан в 1910 году как Пенсильванская школа садоводства для женщин. В настоящее время здесь обучают по программам бакалавриата, магистратуры и некредитных программ различным специальностям.

## Искусство и культура

### Act II Playhouse
Act II Playhouse — профессиональный театр на 130 мест, основанный в 1998 году. Номинировался на 31 премию Бэрримора, выиграл 6 наград.

### Амблерский симфонический оркестр
Амблерский симфонический оркестр основан в 1951 году. В настоящее время дает несколько концертов в год. Музыкальный руководитель — Джек Мур, директор программ радиостанции WRTI.

### Кинотеатр «Амблер»
Первоначально открыт в 1927 году как кинотеатр киностудии Warner Brothers. В недавнем времени отреставрирован и преобразован в некоммерческий общественным кинотеатр, в котором демонстрируются независимые, артхаусные и малотиражные фильмы.

### Почтовое отделение
Почтовые отделения США украшают фрески, созданные с 1934 по 1943 год по заказу Секции живописи и скульптуры Министерства финансов. Фрески предназначались для поднятия морального духа американцев после Великой депрессии и изображали жизнеутверждающие сцены. Финансирование росписи осуществлялось в рамках бюджета, выделенного на строительство или ремонт. В 1939 году художник Гарри Штернберг завершил фреску «Семья, промышленность и сельское хозяйство» для почтового отделения Амблера. Художник и его семья — главные фигуры картины.

## Транспорт
Батлер-авеню служит главной улицей Амблера, за границей боро она известна как Батлер-Пайк. Дорога проходит на юго-запад к Плимут-Митингу и на северо-восток к Хоршему. Вифлеем-Пайк проходит вдоль восточной границы Амблера и направляется на север в Монтгомеривилль и на юг в Филадельфию. PA 309 проходит к востоку от Амблера по скоростной автомагистрали Форт-Вашингтон. Interstae 276 имеет развязку с автомагистралью PA 309 к югу от мблера в Форт-Вашингтон.